# The Long Journey Home
The Long Journey Home ist eine Weltraum-Erkundungssimulation mit Roguelike-Elementen von Daedalic Entertainment für Windows, macOS, PlayStation 4 und Xbox One. Es ist das erste veröffentlichte Spiel von Daedalics Studio West in Düsseldorf und kam erstmals im Mai 2017 auf den Markt.

## Handlung
Der Spieler steuert die Geschicke eines Raumschiffs mit vierköpfiger Besatzung, das im Jahr 2067 im Rahmen des KNOSSOS-Forschungsprojekts zu einer Forschungsreise mit dem experimentellen Alcubierre-Sprungantrieb aufbricht. Statt des eigentlichen Ziels, dem System Alpha Centauri, strandet das Schiff jedoch 36.000 Parsecs von der Erde entfernt in unbekannten Bereichen der Galaxis. Ziel des Teams ist es, den Weg zurück zur Heimat zu finden. Bei der Reise durch das mit jedem neuen Spiel prozedural neu generierte Universum begegnet die Crew außerirdischen Rassen, die ihnen Quests geben, und landet zur Rohstoffsuche auf Planeten.

## Spielprinzip
Zu Beginn wählt der Spieler aus drei Schiffstypen und drei Landeeinheiten sein Fluggerät aus. Diese unterscheiden sich durch Eigenschaften wie Ladekapazität, Sprungreichweite, Tankvolumen und technische Ausstattung. Die vierköpfige Crew wird aus einem Pool von zehn vorgegebenen Charakteren ausgewählt. Zur Auswahl stehen die Physikerin Dr. Miriam Wagner (Schwerpunkt: Angewandte Physik), Geschäftsmann Simon Castillo (Vize-Präsident der Schiaparelli Mining Group), Professor Nikolay Lebedev (Erfinder des Sprungantriebs), der Physiker Benoit Verdier (Schwerpunkt: Theoretische Physik), die Astronautin Kirsten Barrasso, die Archäologin Dr. Siobhan Hartigan, der Botaniker Dr. Ashwin Malhotra, die Ingenieurin Alessandra Iacovelli, Studentin und Bloggerin Zoe Creed sowie der Testpilot Malcom Winters. Jeder Charakter besitzt einzigartige Fähigkeiten, die im Spielverlauf zusätzliche Handlungsmöglichkeiten eröffnen. Durch diese und ähnliche Variationsmöglichkeiten soll der Wiederspielwert erhöht werden.
Das Schiff besitzt nur Vorwärtsschub, weswegen zum Manövrieren und Bremsen stets das gesamte Schiff gedreht werden muss, um entsprechenden Gegenschub zu erzeugen. Andernfalls prallt es auf Hindernisse in der Flugbahn und wird zerstört. Dadurch wird für eine Herausforderung etwa bei Landemanövern auf Planeten gesorgt, die eine entsprechende Geschwindigkeit und Eintrittswinkel in die Umlaufbahn erfordern (sog. Swing-by bzw. Schwerkraftumlenkung). Die anschließende Landung über das Landemodul ist ebenfalls als Geschicklichkeits-Minispiel gestaltet und kann zum Verlust des Landungspiloten und des Landemoduls führen. Das wiederholte Scheitern und Neustart der Reise in einem neuen Universum gehören dabei zum Spielprinzip. So ist der Treibstoffvorrat des Schiffs begrenzt und muss regelmäßig aufgefrischt werden, beispielsweise durch Gewinnung aus eingesammelte Ressourcen. Weitere Gefahren sind etwa ein Hüllenbruch oder der Tod sämtlicher Crewmitglieder. Im Austausch mit den zehn implementierten Alienrassen kann der Spieler Informationen über umliegende System sammeln oder sein Schiff und das Landungsmodul mit hilfreichen Erweiterungen ausstatten, etwa Stabilisatoren oder Hitzeschilden.
Kämpfe gegen feindliche Raumschiffe erfolgen ähnlich wie bei Seegefechten durch das Austauschen von Breitseiten. Der Spieler muss durch geschicktes Navigieren und Einschätzen von Winkel und Geschwindigkeit seine Waffensysteme effektiv zum Einsatz bringen, während er gleichzeitig auf seine Schutzschirme achten muss.
Nach Erstveröffentlichung implementierte Daedalic einen vereinfachten Story-Modus, der den Schwierigkeitsgrad des Spiels deutlich reduziert: Der Spieler begegnet weniger feindlichen Raumschiffen, die Erkundung und Navigation werden vereinfacht, es gibt mehr Ressourcen, die Planeten sind weniger gefährlich, das Landemodul benötigt weniger Treibstoff und ist widerstandsfähiger und bei Scheitern der Mission gibt es nun eine Zeit-Zurückdreh-Funktion, die einen automatisch angelegten früheren Spielstand aufruft.

## Entwicklung
The Long Journey Home war das erste Entwicklungsprojekt von Daedalics Zweigniederlassung Daedalic Studio West in Düsseldorf. Es wurde im August 2015 angekündigt, als Mischung von Spielelementen der Titel Starflight und Star Control 2 mit Charakteristiken der Roguelikes. Als weitere Einflüsse wurden die TV-Serien Firefly und Farscape genannt. Das Spiel nutzt die Unreal Engine 4. Für die Questbeschreibungen wurde der Autor Richard Cobbett (u. a. Sunless Sea, Sunless Sky) engagiert. Die Musik und der Sound wurden von Kai Rosenkranz komponiert, der mit Creative Director Andreas Suika befreundet war. Suika kontaktierte Rosenkranz, als dieser seine Fans nach längerer Kompositionspause per Crowdfunding um finanzielle Unterstützung für ein neues Album namens Journey Home bat. Die zufällige Überschneidung bei der Namenswahl und Rosenkranz’ Wunsch nach der Rückkehr zu Kompositionsarbeiten führten zur Zusammenarbeit. Die PC-Versionen erschien im Mai 2017, die Konsolenfassungen für PS4 und Xbox One erschien im November 2017.
Nach der PC-Veröffentlichung fügte Daedalic im Juni per Update einen sogenannten Story-Modus hinzu, der die Schwierigkeit zu Gunsten des Spielers deutlich reduzierte, um den Fokus auf die Erzählung zu legen. Ein weiteres Update im August 2018 brachte neben einem neuen Tutorial eine Überarbeitung der Benutzeroberfläche und neue Inhalte in Form einer Überarbeitung des medizinischen Systems und einer neuen Quest. Die Konsolenportierungen beinhalteten bereits die Updates der PC-Fassungen, wie zum Beispiel den Adventure-Modus.

## Rezeption
Das Spiel erhielt gemischte Kritiken (Metacritic: 68 %, Windows).

„Für ungeduldige Spieler, die schnelle Erfolge und eine simple Steuerung brauchen, die an die Hand genommen werden wollen statt eigene Schritte zu machen – für die ist The Long Journey Home nichts. Wenn Sie sich aber gerne in ein Spiel reinwuseln, üben, lernen, auch mal scheitern (und dann noch mal und noch mal, bis es immer besser klappt) – für die ist das Weltraumspiel wie gemacht.“

„The Long Journey Home ist ein aufregendes Abenteuer – aber es ist eben nicht immer fair und es ist sehr zufallsabhängig. Wer sich eine nette Kreuzfahrt durchs Weltall wünscht, wird mit dem Spiel nicht glücklich. Wer aber eine Herausforderung sucht und sich für sehr, sehr frustresistent hält – das Spiel zeigt euch hier die Wahrheit! –, wird begeistert sein.“

Durch den Verkaufsstart des Spiels konnte Daedalic mit positivem Umsatzzahlen für das 1. Quartal des Geschäftsjahres 2017 aufwarten, wodurch der Titel als Erfolg für den Publisher wahrgenommen wurde. Trotz des Misserfolgs von Daedalics Großproduktion Die Säulen der Erde konnte der deutsche Publisher seinen Umsatz bis zum Ende des Geschäftsjahres 2017 um 40 % steigern, wofür The Long Journey Home neben Shadow Tactics als Hauptgrund genannt wurde.
Für den Deutschen Entwicklerpreis war das Spiel 2017 in sieben Kategorien nominiert, unter anderem als bestes deutsches Spiel, ging bei der Verleihung jedoch leer aus. Beim Deutschen Computerspielpreis gewann der Titel 2018 den Preis für die beste Inszenierung. Daneben war es als bestes deutsches Spiel nominiert, unterlag in dieser Kategorie jedoch dem ebenfalls von Daedalic veröffentlichten Titel Witch It.